# 伊斯内洛
伊斯内洛（義大利語：Isnello），是意大利西西里大区巴勒莫广域市的一个市镇。总面积50平方公里，人口1671人，人口密度33.4人/平方公里（2009年）。ISTAT代码为082042。